# Грефендорф
Грефендорф (нім. Gräfendorf) — громада в Німеччині, знаходиться в землі Баварія. Підпорядковується адміністративному округу Нижня Франконія. Входить до складу району Майн-Шпессарт. Складова частина об'єднання громад Гемюнден-ам-Майн.
Площа — 45,30 км2. Населення становить 1347 ос. (станом на 31 грудня 2020).

## Галерея

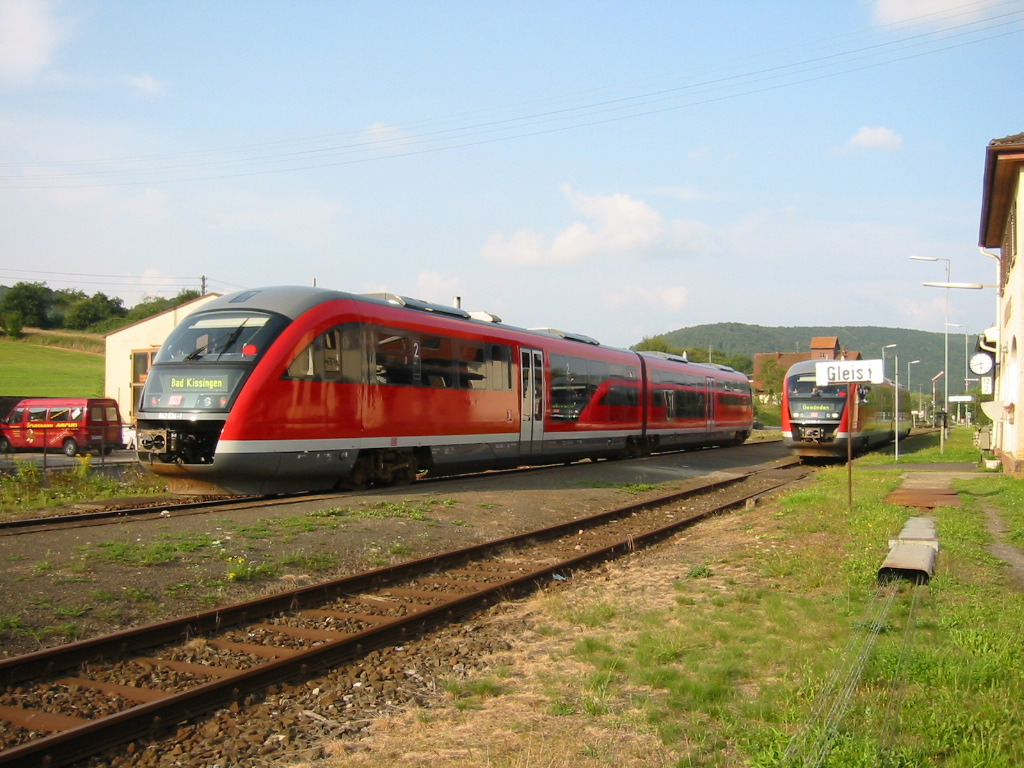
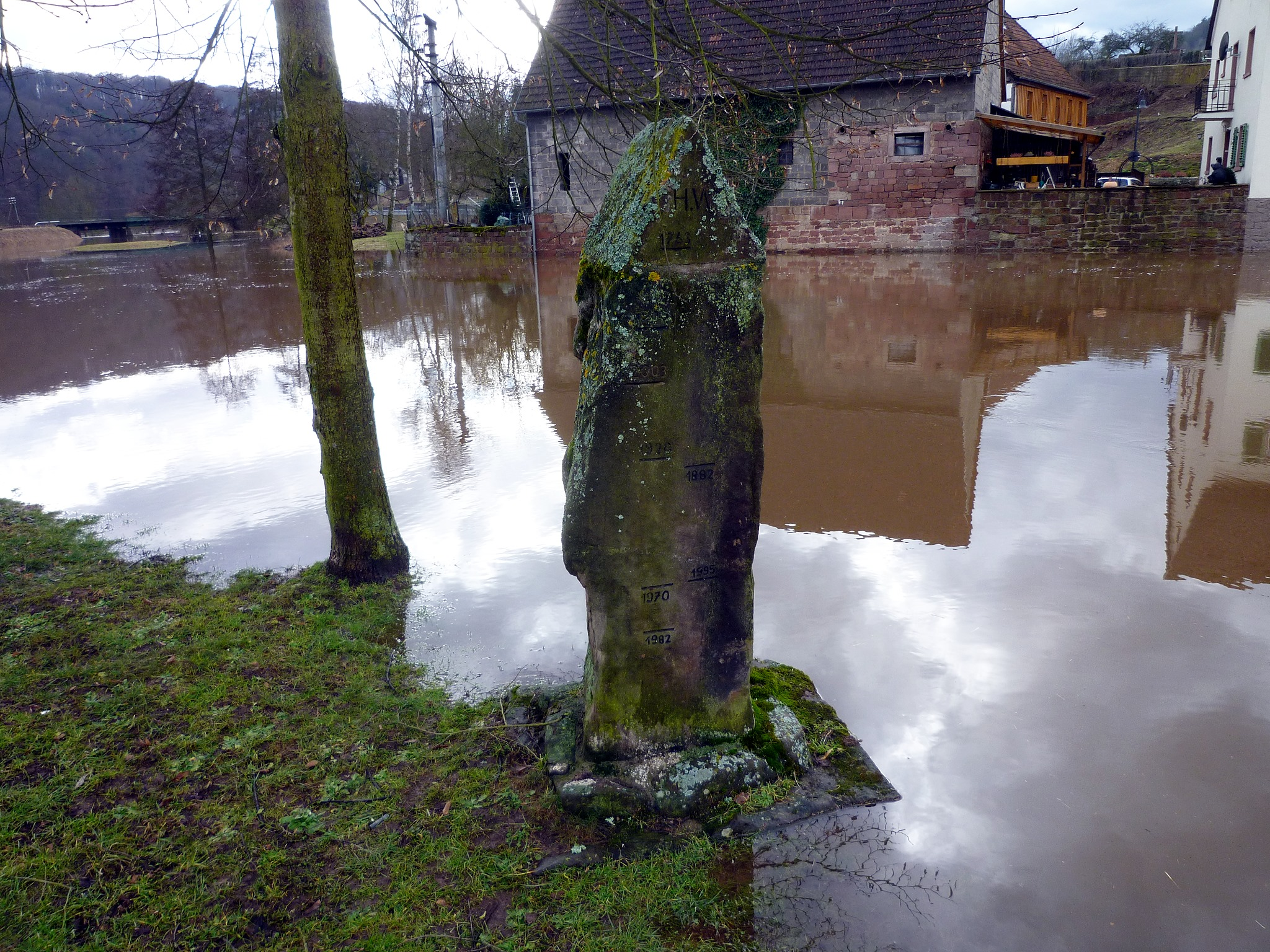
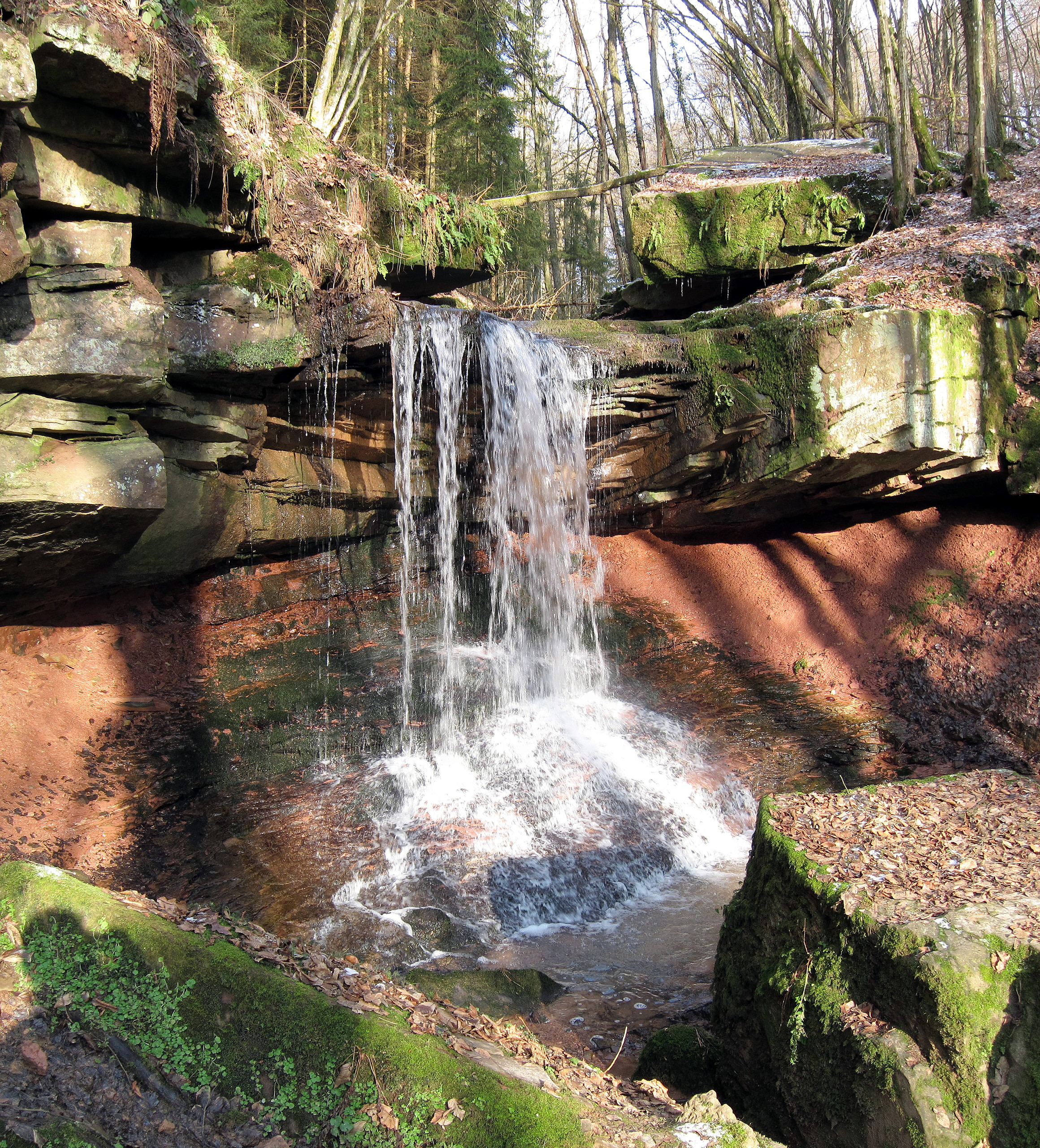